# 市川北ランプ
市川北ランプ（いちかわきたランプ）は、兵庫県神崎郡市川町の播但連絡道路のランプ。
姫路JCT方面の出入口が設置されているハーフICである。

## 接続する道路
- 国道312号

## 隣
E95 播但連絡道路
(9) 市川南ランプ - 市川SA - (10) 市川北ランプ - (11) 神崎南ランプ